# Seymour Nebenzal
Pour les articles homonymes, voir Nebenzahl.
Seymour Nebenzal, né Seymour Nebenzahl le 22 juillet 1897 ou 22 juillet 1899 à New York et mort le 23 septembre 1961 à Munich (Allemagne de l'Ouest), est un producteur de cinéma américain d'origine allemande.

## Biographie
Bien que né aux États-Unis (il est d'abord scolarisé à New York), sa famille s'installe après la Première Guerre mondiale à Berlin, où il poursuit ses études. Son père, le producteur de cinéma Heinrich Nebenzahl (1870-1938), est membre fondateur en 1925 (avec Richard Oswald) de la société de production Nero-Film, d'abord nommée "Nero-Film GmbH" ; en 1927, elle est renommée "Nero-Film AG" et le fils Seymour en devient alors associé. Sous l'égide de ce dernier, la Nero-Film produit, entre 1927 et 1933, des films allemands dont certains, devenus des classiques, sont réalisés par Fritz Lang et Georg Wilhelm Pabst (voir la filmographie ci-après) ; mentionnons L'Atlantide de Pabst (1932, d'après le roman de Pierre Benoit) et M le maudit de Lang (1931), films dont il produira les remakes américains, respectivement en 1949 et 1951.
En 1933, avec l'avènement du nazisme, sa famille qui est de confession juive fuit l'Allemagne et s'établit d'abord en France, à Paris. Là, Seymour Nebenzahl produit quelques films français (et une coproduction franco-italienne), notamment pour la Nero-Film qu'il est parvenu à préserver, entre 1934 et 1938, dont trois réalisés par son cousin (neveu de son père) Robert Siodmak — lequel a également fui le régime d'Adolf Hitler — ; il est donc aussi le cousin de Kurt Siodmak, frère de Robert.
En 1938, il est de retour aux États-Unis, où il obtient facilement la citoyenneté américaine du fait de sa naissance à New York et "américanise" son nom en "Nebenzal". Installé à Hollywood, il travaille d'abord pour la Metro-Goldwyn-Mayer à partir de 1940. Puis, en 1942, il collabore avec une petite compagnie de production indépendante, la "Producers Releasing Corporation" (PRC), laquelle produit le premier film américain de Douglas Sirk (autre exilé), Hitler's Madman, sorti en 1943. Toujours en 1942, il participe à la création d'une autre petite compagnie, "Angelus Productions" (ou "Angelus Pictures"). Ensuite, en 1944, il recrée à Hollywood une émanation de la Nero-Film, dénommée d'abord "Nero-Film Inc.", puis "Nero Pictures Inc." en 1948. Parmi les quelques films américains qu'il produit jusqu'en 1951 (le dernier, sorti après son retour en Allemagne), citons L'Évadée (1946), avec Michèle Morgan et Robert Cummings.
Enfin, en 1949, il se réinstalle à Berlin, où il crée cette même année une nouvelle société de production "Nero-Film GmbH". Celle-ci va surtout gérer le "fonds" de l'ancienne entreprise d'avant-guerre et ne produira qu'un seul film du vivant de Seymour Nebenzal, en 1961, année de son décès, d'une crise cardiaque.  
Il est le père du scénariste et producteur de cinéma Harold Nebenzal (1922-), né de son mariage avec Else Jacoby (le fils sera notamment producteur associé du remake américain de M le maudit en 1951 et du film musical Cabaret, réalisé par Bob Fosse en 1972, ainsi que producteur exécutif de Fedora, réalisé par Billy Wilder en 1978).

## Filmographie complète

### 1repériodeallemande (1927-1933)
- 1927 : Sein größter Bluff de Henrik Galeen et Harry Piel
- 1927 : Die Gefangene von Shanghai d'Augusto Genina et Géza von Bolváry
- 1927 : Rätsel einer Nacht de Harry Piel
- 1928 : Liebeskarneval d'Augusto Genina
- 1928 : Tragödie im Zirkus Royal d'Alfred Lind
- 1928 : Die Durchgängerin de Hanns Schwarz
- 1928 : Totte et sa chance (titre allemand : Der Sprung ins Glück ; titre italien : La Storia di una piccola Paragina) d'Augusto Genina (coproduction franco-germano-italienne)
- 1928 : Das letze Souper de Mario Bonnard
- 1928 : Scampolo (Das Mädchen der Straße) d'Augusto Genina (coproduction germano-italienne)
- 1929 : Die kleine Veronika ou Unschuld de Robert Land (coproduction germano-autrichienne)
- 1929 : Trust der Diebe d'Erich Schönfelder
- 1929 : Meineid (titre complet : Meined. Ein Paragraph, der Menschen tötet) de Georg Jacoby
- 1929 : Loulou (Die Büchse des Pandora) de Georg Wilhelm Pabst (non crédité)
- 1929 : Das letze Fort de Kurt Bernhardt
- 1929 : Ehe im Not de Richard Oswald (producteur exécutif)
- 1929 : Tagebuch einer Kokotte de Constantin J. David
- 1930 : Quatre de l'infanterie (Westfront 1918) de Georg Wilhelm Pabst (non crédité)
- 1930 : Les Saltimbanques (Gaukler) de Robert Land et Lucien Jaquelux (coproduction franco-allemande)
- 1930 : Scandale autour d'Éva (Skandal um Eva) de Georg Wilhelm Pabst
- 1930 : Der Witwenball de Georg Jacoby
- 1930 : Kohlhiesels Töchter de Hans Behrendt
- 1930 : Der Detektiv des Kaisers de Carl Boese
- 1931 : M le maudit (M) de Fritz Lang (non crédité)
- 1931 : La Tragédie de la mine (Kameradschaft) de Georg Wilhelm Pabst (coproduction franco-allemande)
- 1931 : Ariane de Paul Czinner
- 1931 : Eine Nacht im Grandhotel de Max Neufeld
- 1931 : L'Opéra de quat'sous (Die Dreigroschenoper ou Die 3-Groschen-Oper) de Georg Wilhelm Pabst (non crédité ; coproduction franco-allemande, tournée en deux versions, l'une allemande, l'autre française)
- 1931 : 24 Stunden aus dem Leben einer Frau de Robert Land
- 1932 : L'Atlantide (titre allemand : Die Herrin von Atlantis ; titre anglais : The Mistress of Atlantis) de Georg Wilhelm Pabst (coproduction franco-allemande, tournée en trois versions, allemande, anglaise et française)
- 1933 : Le Testament du docteur Mabuse (Das Testament des Dr. Mabuse) de Fritz Lang

### période française (1934-1938)
- 1934 : La crise est finie de Robert Siodmak
- 1934 : Le Roi des Champs-Élysées de Max Nosseck
- 1935 : Dédé de René Guissart
- 1936 : La Vie parisienne de Robert Siodmak (non crédité)
- 1936 : Mayerling d'Anatole Litvak
- 1937 : Le Chemin de Rio de Robert Siodmak (non crédité)
- 1938 : Tarakanowa (La Principessa Tarakanowa) de Fedor Ozep et Mario Soldati (non crédité ; coproduction franco-italienne tournée en deux versions, l'une française, l'autre italienne)
- 1938 : Werther de Max Ophüls (producteur associé, non crédité)
- 1938 : Les Otages de Raymond Bernard

### période américaine (1940-1949)
- 1940 : We who are Young de Harold S. Bucquet
- 1942 : Prisoner of Japan d'Arthur Ripley
- 1942 : Tomorrow we live d'Edgar George Ulmer
- 1943 : Hitler's Madman de Douglas Sirk
- 1944 : L'Aveu (Summer Storm) de Douglas Sirk
- 1946 : Tragique rendez-vous (Whistle Stop) de Léonide Moguy
- 1946 : L'Évadée (The Chase) d'Arthur Ripley
- 1947 : Heaven only knows d'Albert S. Rogell
- 1949 : L'Atlantide (Siren of Atlantis) de Gregg C. Tallas, John Brahm et Arthur Ripley
- 1951 : M de Joseph Losey (film sorti après son retour en Allemagne)

### 2epériodeallemande (1949-1961)
- 1961 : Bis zum Ende aller Tage de Franz Peter Wirth